# Esmorzar amb diamants
Esmorzar amb diamants (títol original en anglès Breakfast at Tiffany's) és una pel·lícula estatunidenca dirigida per Blake Edwards el 1961 amb Audrey Hepburn, George Peppard, Patricia Neal, Buddy Ebsen, Martin Balsam i Mickey Rooney. És una adaptació de la novel·la homònima de Truman Capote. Aquesta pel·lícula ha estat doblada al català.

## Argument[2]

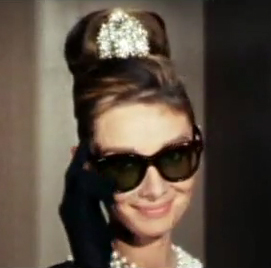
Audrey Hepburn

Mentre es trasllada al seu pis novaiorquès, Paul Varjak, un escriptor en potència que mentre espera assolir un èxit que mai no arriba viu de la relació amb una dona madura que el manté, coneix la seva veïna Holly Golightly, una jove que ambiciona un ric matrimoni i somia trobar una vocació i una llar, que es compara ella mateixa al gat de carrer que ha recollit. Holly té un comportament una mica esbojarrat, i alguna mania, com per exemple esmorzar contemplant l'aparador de la luxosa joieria Tiffanys. Excèntrica, fins i tot calculadora, profundament angoixada, nostàlgica de la seva Texas natal d'on ha fugit, i del seu germà Fred, nom que dona a Paul, es veu embolicada malgrat ella en una xarxa de tràfic de drogues que redueix a no-res les seves esperances de matrimoni. Mentre que es prepara per fugir de nou, cap al Brasil aquesta vegada, accepta l'amor de Paul que la posa enfront del seu destí: 
| « | No matter where you run you just end up running into yourself (allà on vagis, t'acabaràs trobant a tu mateixa) | » |

## Repartiment
- Audrey Hepburn: Holly Golightly
- George Peppard: Paul Varjak (Fred)
- Patricia Neal: 2-E (Mrs. Failenson)
- Buddy Ebsen: Doc Golightly
- Martin Balsam: O.J. Berman
- José Luis de Vilallonga: José da Silva Pereira
- John McGiver: venedor de Tiffany
- Alan Reed: Sally Tomato
- Dorothy Whitney: Mag Wildwood
- Beverly Powers: ballarina al night club
- Stanley Adams: Rusty Trawler
- Claude Stroud: Sid Arbuck
- Elvia Allman: la bibliotecaria
- Rhubarb/Orangey: El gat
- Mickey Rooney: Mr. Yunioshi

## Premis

### Premis[3]
- Oscar a la millor cançó original 1961 per Moon River, lletra de Johnny Mercer i música de Henry Mancini
- Oscar a la millor música 1961 per Henry Mancini. La cançó serà recuperada per Louis Armstrong.

### Nominacions[3]
- Oscar al millor guió adaptat (George Axelrod)
- Oscar a la millor actriu (Audrey Hepburn)
- Oscar a la millor direcció artística (Hal Pereira, Roland Anderson, Sam Comer, Ray Moyer)

## Al voltant de la pel·lícula
- Audrey Hepburn, que tenia una personalitat bastant introvertida, ha afirmat sovint que va ser el paper més difícil que havia hagut d'interpretar, ja que Holly és molt extravertida.
- El vestit negre que l'actriu portava a la pel·lícula va ser venut a les subhastes a Londres per 800.000 dòlars el 2006.

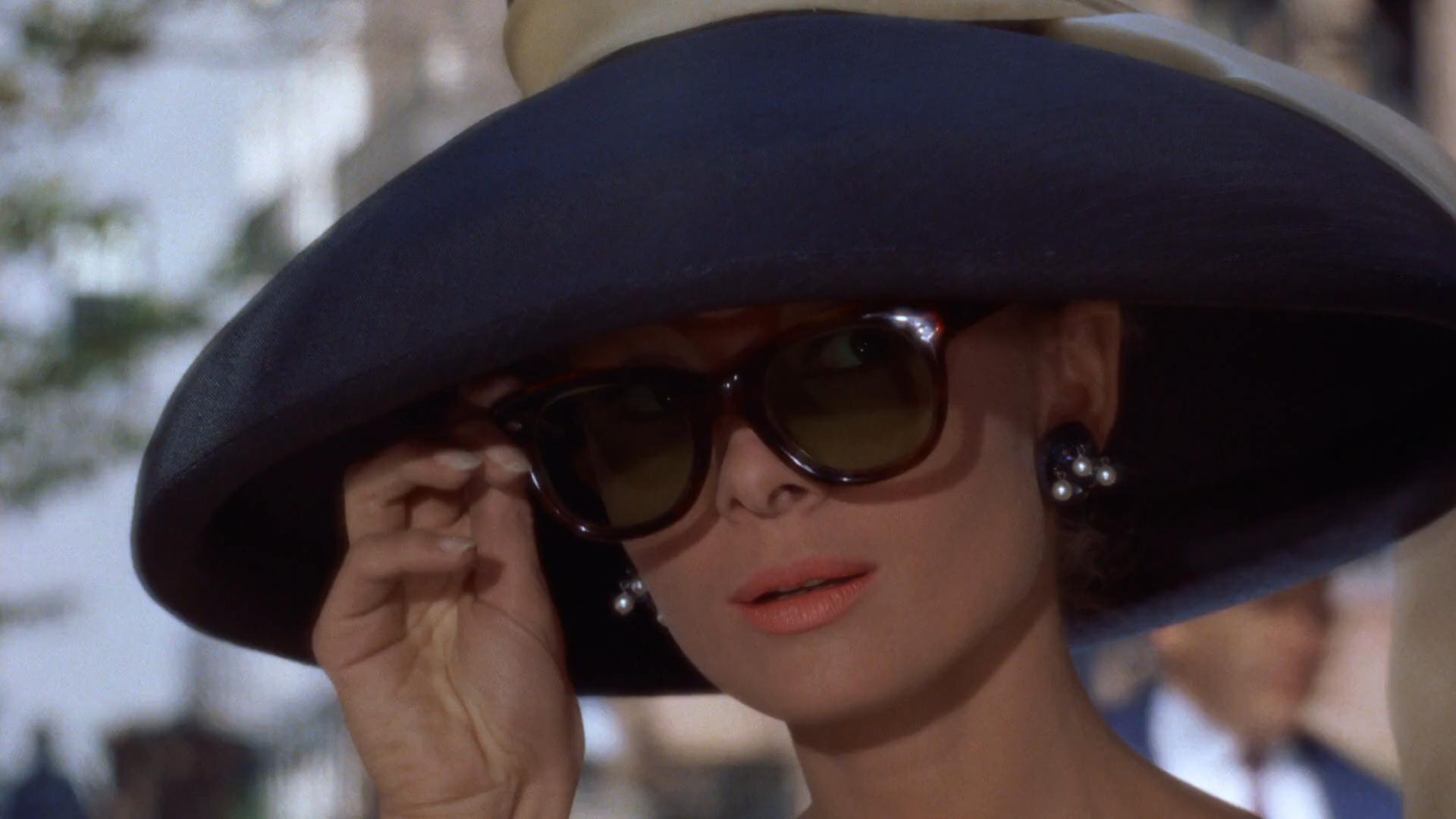
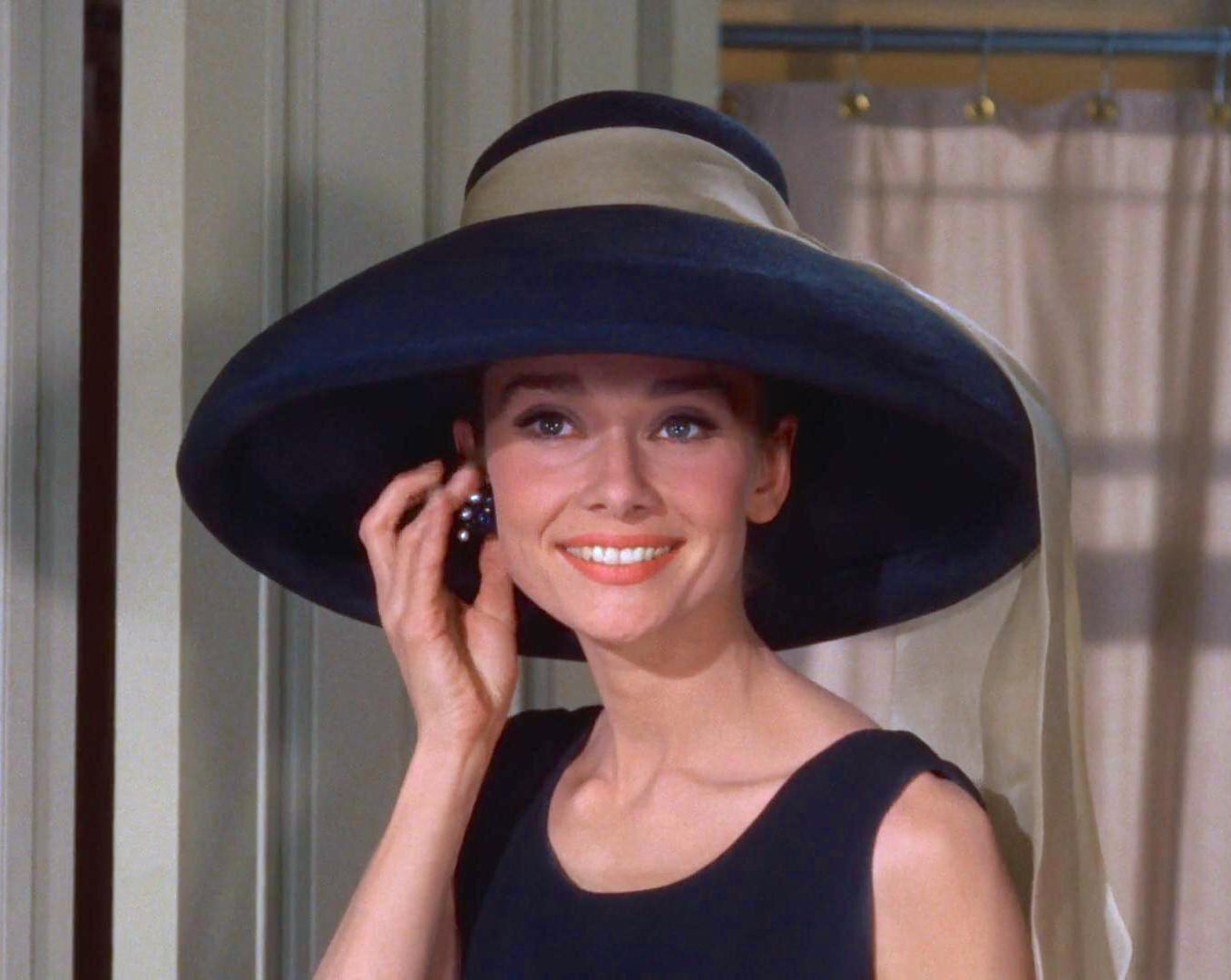
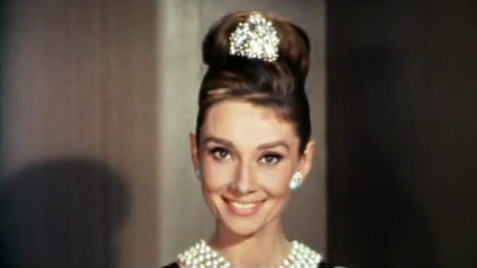

- El vestit de còctel vermell que l'actriu portava a la pel·lícula va ser subhastat a Nova York per 192.000 dòlars el maig del 2007.